# Выгон (Ровненская область)
Выгон (укр. Вигін) — село в Головинской сельской общине Ровненского района Ровненской области Украины.
До 2020 года входило в Костопольский район.
Население по переписи 2001 года составляло 396 человек. Почтовый индекс — 35040. Телефонный код — 3657. Код КОАТУУ — 5623483003.